# ジョー・レガルブート
ジョー・レガルブート（Joe Regalbuto、本名:Joseph Regalbut）はアメリカ合衆国の俳優、監督。

## 来歴
1949年8月24日生まれ、ニューヨーク出身。
テレビドラマを中心に活動。『TVキャスター マーフィー・ブラウン』のフランク・フォンタナ役で知られ、1989年のエミー賞では、コメディーシリーズ部門の助演男優賞にノミネートされた。

## 出演作品

### 映画
- グッバイガール（The Goodbye Girl、1977年、リチャード三世の出演者役）
- ミッシング（Missing、1982年、フランク・テルッギ役）
- センチメンタル・アドベンチャー（Honkytonk Man、1982年、ヘンリー・アクスル役）
- オータム・ストーリー（Six Weeks Autumn Story、1982年、ボブ・クラウザー役）
- 密殺集団（The Star Chamber、1983年、アーサー・クームズ役）
- Raw Deal（1986年、マーヴィン・バクスター役）
- シシリアン（The Sicilian、1987年、ファーザー・ドルダナ役）
- 覗く女2（ビデオ邦題）/ダーティコップ 濡れたナイフ（TV邦題）（Bodily Harm、1994年、スタン・ゲフィン役）
- Mockingbird Don't Sing（2001年、ドクター・ノーム・グレイザー役）
- Bottle Shock（2008年、ビル役）

### テレビドラマ
- 事件記者ルー・グラント（Lou Grant、1980年、ベンソン役）
- Mork & Mindy（1982年、カルニック役）
- The Other Woman（1983年、ジェフ・マリソール役）
- 驚異のスーパー・バイク ストリートホーク（ビデオ邦題）/ストリートホーク（LD邦題）（Street Hawk、1985年、ストリートホークの開発者で主人公の相棒のノーマン・タトル役）
- 愛は永遠に（Love Lives On、1985年、ドクター・ダン役）
- Knots Landing（1985年、ハリー・フィッシャー役）
- 世にも不思議なアメージング・ストーリー（Amazing Stories、1985年～1987年、第18話『ドロシーとベン（Dorothy and Ben）』、マール役）
- 私立探偵マグナム（Magnum, P.I.、1985年～1988年、ドン・エディー・ライス役）
- ファズバケットの贈りもの（Fuzz Bucket、1986年、ダッド役）
- All Is Forgiven（1986年、“Matt at the Barricades”の回、エリオット・ファスコ役）
- 女刑事キャグニー&レイシー（Cagney & Lacey、1987年、“No Vacancy”の回、ハリー・フィッシャー役）
- J.J. Starbuck（1988年、スティーヴン・キャプストーン役）
- TVキャスター マーフィー・ブラウン（Murphy Brown、1988年～1998年、フランク・フォンタナ役）
- Matlock（1990年、“Nowhere to Turn: Part 1”の回、アーサー・プレスコット役）
- 殺しのミステリー（TV邦題）/殺しのミステリー 赤いリボンの絞殺魔（ビデオ邦題）（Writer's Block、1991年、マーク・ブラウニング役）
- CBS Schoolbreak Special（1993年、“Other Mothers”の回、レン・ヘンソン役）
- Beyond Obsession（1994年、ジェイク・メレッティ役）
- Family Guy（2000年、ブル役）
- Landscape（2000年～2001年、ジーン役）
- Late Boomers（2001年）
- アリー my Love（Ally McBeal、2001年～2002年、第5シーズン、ハーヴェイ・ホール役）
- Greetings from Tucson（2003年、ミスター・クライン役）
- 犯罪捜査官ネイビーファイル（JAG、2005年、“Unknown Soldier”の回、ウォーレス・クレッスウェル役）
- Twenty Good Years（2006年、リチャード役）
- Side Order of Life（2007年、リチャード・マッキンタイヤー役）

## 監督作品
- TVキャスター マーフィー・ブラウン（Murphy Brown、1988年～1998年）
- Titus
- George Lopez